# Свети Никола (Ситонија)
Свети Никола (грч. Άγιος Νικόλαος, Ајос Николаос) је насељено место у општини Ситонија у периферији Средишња Македонија, Грчка. Према попису из 2021. године било је 1.735 становника.
Према бугарском географу и историчару, Василу Канчову, у Светом Николи је 1900. године живело 950 Грка.